# Velma Dunn
Velma Clancy Dunn, po mężu Ploessel (ur. 9 października 1918 w Monrovii w Kalifornii, zm. 8 maja 2007 w Whittier) – amerykańska skoczkini do wody.

## Lata młodości
Dunn urodziła się 9 października 1918 w Monrovii jako jedyne dziecko architekta i nauczycielki, pochodzących z okolic Chicago. Skoki do wody zaczęła uprawiać w 1932 po obejrzeniu zawodów olimpijskich w tej dyscyplinie. W 1934 wystartowała w pierwszych zawodach.

## Kariera
W 1936 wystartowała na igrzyskach olimpijskich, na których zdobyła srebrny medal w skokach z wieży 10m z 33,63 pkt. Jej sukces został uwieczniony w drugiej części filmu dokumentalnego „Olimpiada”.

## Losy po zakończeniu kariery
Od 1940 pracowała jako nauczycielka wychowania fizycznego. Wraz z mężem w czasie wojny prowadziła również zespół baletu wodnego, organizowała kursy pierwszej pomocy, a także uczyła pływania synchronicznego. W 1980 odeszła na emeryturę. Niosła pochodnię olimpijską przed igrzyskami w 1996, 2000 i 2002. Zmarła 8 maja 2007 w Whittier.

## Życie prywatne
W latach 1943–1968 była żoną Howarda Ploessela, z którym miała dwoje dzieci: córkę Nancy i syna Dennisa.